# Soulsavers
Soulsavers — британський музичний колектив, що утворився 2000 року. Soulsavers змішали даунбіт зі впливами різних музичних стилів, таких як рок, соул і госпел. Нині дует випустив шість альбомів: "Tough Guys Don't Dance" (2003), "It's Not How Far You Fall, It's the Way You Land" (2007) (з Марком Ланеґаном, Джимі Гудвіном та Бонні "Принцом" Біллі), "Broken" (2009) (знову ж таки, з Ланеґаном, Гіббі Хейнсом, 
Майком Паттоном, Red Ghost, Річардом Хоулі та Джейсоном Пірсом), "The Light the Dead See" (2012), "Angels & Ghosts" (2015) та "Imposter" (2021) (з Дейвом Гааном з Depeche Mode). 
Нині останнім релізом колективу є альбом "Imposter" (2021).

## Про гурт

### Колаборація із Джошем Хейденом (2002 — 2005)
Групу утворили два музиканта-реміксера Річ Мачин і Ян Гловер. Після серії вдалих EP релізів 2002 року, у 2003 році вони записують перший студійний альбом Tough Guys Do not Dance. Вокалістом і співавтором на трьох з дев'яти пісень виступив бас-гітарист і вокаліст групи Spain — Джош Хейнден. Реліз не мав успіху ні в комерційному плані ні в музичних критиків. Після випуску EP «Closer» у 2004 році, музиканти займалися міксування треків для інших виконавців.

### Колаборація із Марком Ланеґаном (2006 — 2009)
У 2006 році починається співпраця з американським співаком, музикантом і автором пісень Марком Ланеґаном. На альбомі It's Not How Far You Fall, It's the Way You Land його вокал присутній в восьми піснях з одинадцяти, також він позначений як співавтор п'яти пісень. Крім того, на альбомі є переробка пісні Ланеґана «Kingdoms of Rain», спочатку виданої на його альбомі 1994 року Whiskey for the Holy Ghost. Soulsavers записали альбом в Англії, свій вокал Ланеґан дописав в Лос-Анджелесі. На наступному альбомі Broken, що вийшов у 2009 році, вокал Ланеґана присутній на дев'яти піснях з тринадцяти, він став співавтором восьми пісень.

### Колаборація із Дейвом Гааном (2010 — н. ч.)
У жовтні — грудні 2009 року Soulsavers супроводжували Depeche Mode під час туру на підтримку їхнього альбому Sounds of the Universe. Виникла ідея спільної роботи між учасниками групи і вокалістом Depeche Mode Дейвом Гааном — і вона отримала втілення в альбомі 2012 року The Light the Dead See, що складається з десяти пісень і двох інструментальних треків. Дейв написав слова до всіх пісень альбому, і виконав їх.
На початку травня 2013 року в Твіттері з'явилася інформація про те, що Soulsavers почали працювати над матеріалом для нового — п'ятого студійного альбому. 14 січня 2014 року, ця інформація була підтверджена на офіційному сайті групи Depeche Mode, де йшлося, що основним вокалістом на новій платівці знову виступить Дейв Гаан. Також він повідомив, що якщо все піде за планом, то нова платівка вийде приблизно навесні 2015 року. Майже рік по тому, 5 січня 2015 року на німецькому фан-сайті depechemode.de з'явилася нова інформація про майбутню спільну платівці. У ній йшлося про те, що Річ Мачин, Ян Гловер і Дейв Гаан мають намір зібратися в студії вже в середині місяця для початку роботи над альбомом і реліз відбудеться ближче до кінця 2015 року. У підсумку, платівка вийшла в жовтні 2015 року під назвою Angels & Ghosts і на її підтримку музиканти випустили 2 сингли — «All Of This And Nothing» і «Shine». Також був організований міні-тур на підтримку нового альбому (вперше з Гааном), в рамках якого були виконані пісні з поточного альбому, The Light the Dead See і кілька з репертуару Depeche Mode, плюс з сольної творчості вокаліста.
Після серії концертів на підтримку альбому Angels & Ghosts, музиканти в тому ж році видали новий, що складається з 8 треків і повністю інструментальний (вперше в історії проєкту) альбом Kubrick після чого колектив припинив свою діяльність.
На початку 2020 року Дейв Гаан об'єднався з музикантом із Північно-Східної Англії - Робом Маршаллом для його проєкту Humanist, записавши вокал для треку "Shock Collar". У інтерв'ю, що складалося із двох частин на Radio 6 у лютому 2020 року, яке було дане на підтримку проєкту Humanist, Гаан також заявив, що знову працюватиме з Soulsavers, щоб випустити альбом до кінця 2020 року. У той самий час він не згадував, що братиме участь у роботі з Depeche Mode в цей період.
8 жовтня 2021 року в пресрелізі говорилося: Dave Gahan & Soulsavers анонсують новий альбом Imposter, який вийде 12 листопада. Imposter — це збірка пісень Dave Gahan & Soulsavers. Вони не писали цих пісень, а слухали, вивчали, давали їм нове життя. Записані на легендарній студії Shangri-La в Малібу, ці версії відомих чи не дуже пісень, варіюють від розмитих до пишних, від похмурих до радісних. Вибір і послідовність були свідомими та значущими. Він висвітлює міцність гострих текстів і добре виконаних мелодій. Imposter — це відображення життя Дейва, історія, розказана іншими, але його власним виразним голосом. Послухайте першу пісню «Metal Heart».

## Дискографія

### Альбоми
- 2003: Tough Guys Don’t Dance
- 2007: It’s Not How Far You Fall, It’s the Way You Land
- 2009: Broken
- 2012: The Light the Dead See (з Дейвом Гааном)
- 2015: Angels & Ghosts (з Дейвом Гааном)
- 2015: Kubrick
- 2021: Imposter (альбом кавер-версій з Дейвом Гааном)

### Сингли
- 2002: Beginning to See the Dark (EP)
- 2003: Revolution Song
- 2004: Closer EP
- 2007: Revival
- 2007: Kingdoms of Rain
- 2009: Sunrise
- 2009: Death Bells
- 2009: Unbalanced Pieces
- 2010: Some Misunderstanding
- 2012: Longest Day (з Дейвом Гааном)
- 2012: Take Me Back Home (з Дейвом Гааном)
- 2015: All of This And Nothing (з Дейвом Гааном)
- 2015: Shine (з Дейвом Гааном)
- 2021: Metal Heart (з Дейвом Гааном)